# 'Aïn el Afrane
'Aïn el Afrane är en källa i Algeriet. Den ligger i provinsen El Bayadh, i den norra delen av landet, 400 km sydväst om huvudstaden Alger. 'Aïn el Afrane ligger 1 546 meter över havet.
Terrängen runt 'Aïn el Afrane är kuperad norrut, men söderut är den platt.  Runt 'Aïn el Afrane är det mycket glesbefolkat, med 2 invånare per kvadratkilometer. Närmaste större samhälle är El Bayadh, 9,5 km nordväst om 'Aïn el Afrane. Trakten runt 'Aïn el Afrane är ofruktbar med lite eller ingen växtlighet.